# Carlos Sobrado
Carlos Calvo Sobrado (ur. 18 września 1985 w Madrycie) – hiszpański piłkarz występujący na pozycji pomocnika w Cádiz CF.